# Don Rico
Donato Francisco Rico II, plus connu sous le nom de Don Rico (né à Rochester le 26 septembre 1912 et mort à Los Angeles le 27 mars 1985), fut un scénariste de bande dessinée et de films et un écrivain populaire américain. Il a créé la Veuve noire, Jann of the Jungle avec le dessinateur Jay Scott Pike, Lorna the Jungle Girl avec Werner Roth et Leopard Girl. Il a usé de nombreux pseudonymes, en dehors de Don Rico, comme Donella St. Michaels, Donna Richards, Joseph Milton et N. Korok.

## Biographie

### La jeunesse
Don Rico naît à Rochester, dans l'état de New York. Il est l'aîné d'une famille de neuf enfants. Ses parents sont des Italiens immigrés. À 12 ans, Rico reçoit une bourse pour étudier le dessin à la Memorial Art Gallery de l'université de Rochester. L'année suivante sa famille déménage dans le quartier du Bronx, dans la ville de New-York.
À 16 ans, sous la conduite de l'artiste H. J. Glintenkamp, Rico apprend l'impression sur bois. Ses dessins de la grande dépression pour le W.P.A. Federal Art Project au milieu des années 30, sous la supervision de Lynd Ward seront plus tard conservées au Metropolitan Museum of Art, dans la Bibliothèque du Congrès, etc..
Il commence sa carrière dans les comics en 1939 à la Fox Feature Syndicate. Il dessine et encre Flick Falcon qui paraît dans Fantastic Comics #1 (Dec. 1939). Il continue cette série jusqu'au numéro 8 de juillet 40. Il dessine aussi Blast Bennett et Sorceress of Zoom  pour la Fox, et il réalise des histoires pour Planet Comics et Fight Comics publié par Fiction House Il travaille aussi pour Lev Gleason Publications . Pour Timely, il dessine des séries publiées dans Captain America Comics #13 (Avril 1942) et USA Comics #7 (Février 1943). Il réalise quelques autres histoires pour cet éditeur avant de devenir l'un des dessinateurs réguliers sur Captain America. L'année d'après Rico travaille sur de nombreux personnages comme Human Torch, the Whizzer, the Destroyer, the Blonde Phantom, Venus, et les Young Allies. De 1946 à 1948 il travaille principalement pour Novelty Press sur Blue Bolt Comics et Target Comics.

### Les années 1950 et 1960
En 1949, Rico recommence à travailler pour Timely, qui deviendra Atlas Comics, comme scénariste et rédacteur en chef. Il devient un des cinq auteurs — officiellement dénommés rédacteurs —, sous la houlette du rédacteur en chef Stan Lee, à côté de Hank Chapman, Ernie Hart, Paul S. Newman, Carl Wessler, et Al Jaffee. Parmi les titres publiés par Atlas que Rico écrit, on trouve des séries d'horreur. Il crée Jann of the Jungle, avec Jay Scott Pike au dessin, dans Jungle Tales #1 de septembre 1954, et Leopard Girl avec Al Hartley dans Jungle Action #1 d'Octobre 1954. Rico revient brièvement au dessin en illustrant la série Bible Tales for Young Folk. En 1958, Rico déménage à Los Angeles où il écrit des scripts pour le cinéma et la télévision.
En Californie, Rico commence à écrire des romans. Il en produira plus de 60 pour de nombreux éditeurs comme Lancer Books et Paperback Library. Il use alors des pseudonymes Donna Richards, Joseph Milton et Donella St. Michaels.
Rico écrit quelques histoires pour Marvel : une aventure du Docteur Strange et deux d'Iron Man sur une idée de Stan Lee. Il crée alors le personnage de la Veuve noire. Pour ces comics, il utilise le pseudonyme de N. Korok, ne voulant pas que son éditeur sache qu'il acceptait un faible salaire en travaillant pour des éditeurs de comics.

### Les dernières années
Rico coécrit avec Don Henderson, en 1975, le scénario pour le film d'horreur américano-mexicain Mary, Mary, Bloody Mary réalisé par Juan Lopez Moctezuma. Durant ces années 1970, il dessine des illustrations pour des films de cinéma et des téléfilms. Il dessine aussi des storyboards pour Hanna-Barbera Production.
Il meurt en mars 1985 à Los Angeles et reçoit un prix Inkpot à titre posthume lors du Comic Con suivant. En 2022, l'un des deux prix Bill-Finger remis chaque année lui est attribué.